# 寶拉·雪兒
寶拉·雪兒 或譯 薛·博兰（Paula Scher；1948年10月6日—）美國资深平面設計師、藝術家、設計教育家，國際平面設計聯盟（AGI）會員，于1991年加入Pentagram（五星設計聯盟），成为第一位女性執行長。

## 教育
就讀於泰勒藝術學院，並獲得藝術學士學位。

## 生平
寶拉·雪兒到了紐約，並在Random House's的童書部門獲得第一份工作畫家的工作。

### 哥倫比亞廣播公司
1972年寶拉·雪兒進入CBS Records廣告及促銷部門。兩年後，她離開CBS，轉到大西洋唱片執行更具創意性的工作，並在此擔任藝術總監，設計她的第一張封面。後來回到CBS並繼續擔任藝術總監。她在CBS唱片公司工作了8年，她每年設計多達150張專輯封面。一些標誌性的專輯封面例如: Boston (Boston)、Eric Gale (Ginseng Woman)、Leonard Bernstein (Poulenc Stranvinsky)、Bob James (H)、Bob James and Earl Klugh (One on One)、Roger Dean and David Howells (The Ultimate Album Cover Album)及Jean-Pierre Rampal and Lily Laskin (Sakura: Japanese Melodies  for Flute and Harp)。此外 她的設計受葛萊美獎提名四次，她也致力於歷史性的字體與設計風格。

### 俄羅斯構成主義
在1982年離開大西洋唱片後，並開始自立門戶，Scher開始擷取裝置藝術風及構成主義的發展印刷方法，並結合過時的字體。俄羅斯構成主義為Scher帶來靈感。

### Koppel & Scher
1984年Scher與設計師Terry Koppel建立 Koppel & Scher。在這合作七年中，他生產面向包含了包裝、書皮、廣告等。

### Pentagram
Scher在1991年，在經過經濟衰退及 Koppel 的跳槽，Scher加入了Pentagram。自此她成為紐約市的設計執行部門的首長。

### 教育家
Scher在1992年成為設計教育者，於紐約的School of Visual Arts (SVA) 任職。在此她從國際設計協會獲得超過300個獎項，以及從美國平面設計學院等學院獲得一系列的獎項。除此之外她也是國際圖像聯盟的成員之一，並在聯盟內進行博物館的影像收藏。作為一個藝術家，她以她的地圖的大型繪畫著稱，覆蓋著密集的手繪標籤和信息。她曾在紐約視覺藝術學院教過二十多年，在庫柏聯盟，耶魯大學和泰勒藝術學院任職。